# Erda (Utah)
Erda es una ciudad ubicada en el condado de Tooele en el estado estadounidense de Utah. En el año 2000 tenía una población de 2.473 habitantes, con un incremento significativo respecto a 1990, cuando contaba con 1.113 habitantes.

## Geografía
Erda se encuentra en las coordenadas 40°36′26″N 112°18′33″O / 40.60722, -112.30917. Según la oficina del censo de Estados Unidos, el CDP tiene un superficie total de 58,2 km². No tiene superficie cubierta de agua.

## Demografía
Según el censo de 2000, había 2.473 habitantes, 697 casas y 623 familias residían en el CDP. La densidad de población era 42,5 habitantes/km². Había 722 unidades de alojamiento con una densidad media de 12,4 unidades/km².
La máscara racial del CDP era 96,93% blanco, 0,28% afroamericano, 0,36% indio americano, 0,32% asiático, 0,53% de las islas del Pacífico, 0,61% de otras razas y 0.97% de dos o más razas. Los hispanos o latinos de cualquier raza eran el 4,25% de la población.
Había 697 casas, de las cuales el 54.2% tenía niños menores de 18 años, el 81,3% eran matrimonios, el 5,0% tenía un cabeza de familia femenino sin marido, y el 10,6% no eran familia. El 9,3% de todas las casas tenían un único residente y el 2,4% tenía sólo residentes mayores de 65 años. El promedio de habitantes por hogar era de 3,55 y el tamaño medio de familia era de 3,81.
El 38,0% de los residentes era menor de 18 años, el 8,1% tenía edades entre los 18 y 24 años, el 28,9% entre los 25 y 44, el 21,1% entre los 45 y 64, y el 3,9% tenía 65 años o más. La media de edad era 30 años. Por cada 100 mujeres había 105,2 hombres. Por cada 100 mujeres de 18 años o más, había 103,6 hombres.
El ingreso medio por casa en la ciudad era de 62.286$, y el ingreso medio para una familia era de 65.494$. Los hombres tenían un ingreso medio de 42.386$ contra 30.574$ de las mujeres. Los ingresos per cápita para el CDP eran de 18.649$. Aproximadamente el 3,5% de las familias y el 3,6% de la población estaban por debajo del umbral de pobreza, incluyendo el 2,3% de menores de 18 años y el 9,8% de mayores de 65.